# 兵法書
兵法書（へいほうしょ）とは、戦争においての兵の用い方、戦術などを扱う兵学を説いた書物。兵書（へいしょ）、戦術書、軍事学書などとも呼ばれる。
主な兵法書として古代中国の孫子、呉子、六韜などが知られる。

## 兵法書一覧
- 武経七書
  - 『孫子』
  - 『呉子』
  - 『尉繚子』
  - 『六韜』
  - 『三略』
  - 『司馬法』
  - 『李衛公問対』
- その他
  - 『孫臏兵法』
  - 『兵法三十六計』
  - 『兵法二十四編』
  - 『百戦奇略』
  - 『心書』
  - 『火龍経』
  - 『便宜十六策』
  - 『武備志』
  - 『武経総要』
  - 『紀効新書』

- プロイセン
  - 『戦争論』
- フランス
  - 『戦争概論』

- アメリカ
  - 『海上権力史論』
- イタリア
  - 『戦術論（戦争の技術）』

- ビザンツ帝国

- - 軍事論 - 4世紀ごろ
  - マウリキウスの戦術書（英語版）